# Sitrans
Sitrans ist der Produktname einer Sensoren-Reihe für die unterschiedlichsten Aufgabengebiete in der Prozess- und Automatisierungstechnik der Firma Siemens.
Je nach Messaufgabe, Messbereich und Einsatzgebiet kommen die unterschiedlichsten Mess- und Kommunikationsverfahren zum Einsatz.

## Produktreihen
- Sitrans T: Temperatursensoren
- Sitrans P: Drucksensoren
- Sitrans F: Durchflussmessung
- Sitrans L: Füllstandmessung
- Sitrans I: Speisegeräte und Trennverstärker